# Rimbach (Markt Erlbach)
Rimbach is een plaats in de Duitse gemeente Markt Erlbach, deelstaat Beieren, en telt 55 inwoners.